# Arnaud Prusak
Arnaud Prusak, né le 2 octobre 1996 à Paris, est un comédien et compositeur français.

## Filmographie

### Cinéma
- 2012 : Sea, No Sex and Sun de Christophe Turpin : Hugo

### Télévision
- Mortelle conviction (téléfilm, 2005) : Guillaume
- Boulevard du Palais série TV
  - Épisode : Le jugement de Salomon (2006) : Matthias

## Spectacles
- Le Roi Soleil, comédie musicale de Kamel Ouali : Duc de Maine.
- Le Soldat Rose, comédie musicale de Louis Chedid : Joseph.

## Composotions musicales
- Tournois des compos #32, en 2018
- Daight City, en 2019
- Tournois des compos #50